# Hedley, Texas
Hedley là một thành phố thuộc quận Donley, tiểu bang Texas, Hoa Kỳ. Năm 2010, dân số của xã này là 329 người.

## Dân số
- Dân số năm 2000: 379 người.
- Dân số năm 2010: 329 người.